# Johan Adam Hierta
Johan Adam Hierta, född 1749, död 1816, var en svensk landshövding. Han var son till Per Philip Hierta (1698–1784).
Hierta blev landshövding i Skaraborgs län 3 mars 1796 och transporterades till Älvsborgs län 14 maj 1810.